# Museo Nacional del Perú
El Museo Nacional del Perú (MUNA) es un museo arqueológico situado en la provincia de Lima. El museo está dedicado principalmente al periodo precolombino en el Perú y a la cultura inca.
El museo está ubicado cerca de Pachacámac, en el kilómetro 31 de la Antigua Panamericana Sur, distrito de Lurín (Lima Sur).
El recinto tiene siete plantas, tres de ellas subterráneas. Cuenta con bibliotecas, sala de reuniones, auditorio, archivos, talleres y laboratorio de investigación.
Su inauguración fue el 24 de julio del 2021, en el marco de las celebraciones del Bicentenario de la Independencia del Perú. En el 2021 se presentó su primera gran exposición de arte. Desde el 18 de diciembre del 2023 se encuentra temporalmente cerrado.

## Historia

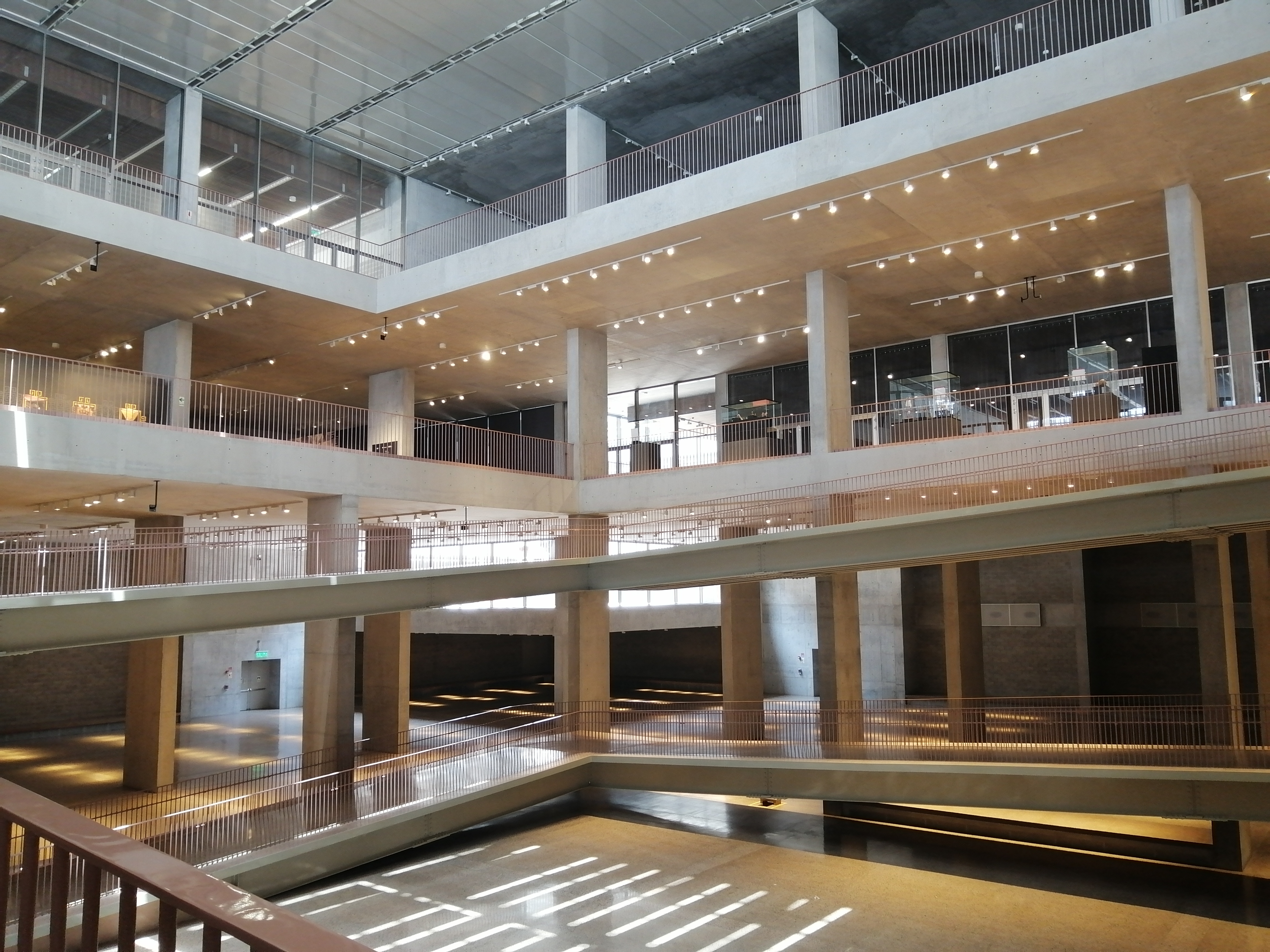
El diseño del museo promueve la accesibilidad a través de rampas.

Las ideas para un museo nacional fueron propuestas por primera vez por José de San Martín en 1822 cuando propuso un museo, biblioteca y archivo nacional que se construiría durante la Guerra de Independencia del Perú.
El proyecto fue iniciado como un plan de remodelación del antiguo Museo Nacional de Arqueología, Antropología e Historia del Perú, además como un modo de reorganizar y poner en valor los patrimonios culturales que guardaba el museo limeño que excedían en sus depósitos. 
Estos planes fueron dados por la entonces ministra de Cultura, la abogada Diana Álvarez-Calderón Gallo del gobierno de Ollanta Humala que en su mandato inauguró y puso en valor varios museos de administración del ministerio.
Inicialmente Humala prefirió construir un gran museo en la Amazonia peruana, pero la ministra le insistió en la construcción de este museo, que además decidió que se ubicara en un lugar amplio, escogiendo las afueras de Lima, especialmente la zona sur, zona que en los últimos años se estaba poniendo en valor y donde además se encontraba el Santuario de Pachacamac. Por otro lado, Álvarez-Calderón indicaba que la inauguración de este museo sería seguir un sueño que se guardaba desde la época de la Independencia, cuando José de San Martín deseaba que el Perú cuente con un Museo Nacional, dando a entender que el Museo de la Nación y el Museo Nacional de Arqueología, Antropología e Historia del Perú no eran suficientes para poder satisfacer el deseo que tuvo el Libertador desde tiempos inmemorables, además que aquellos museos no contarían con el espacio ni la tecnología adecuada para el mantenimiento del patrimonio cultural peruano que con los años van en aumento.

## Concurso de proyectos
El concurso arquitectónico para el proyecto del Museo Nacional del Perú fue anunciado en el 29 de mayo de 2014, por una resolución firmada por Álvarez-Calderón. y fueron presentadas 30 propuestas. El jurado fue conformado por los arquitectos Susel Biondi Paredes, Óscar Francisco Borasino Peschiera, Emilio Soyer Nash, Reynaldo Ledgard Parro y Sigfrido Herráez Rodríguez, y dieron su veredicto el 23 de julio de 2014, con dos finalistas, la propuesta ganadora fue del proyecto Tawak de la arquitecta Alexia León Ángel.

## Construcción
La construcción del museo demandó una inversión de S/.150 millones, financiado por el gobierno nacional. Empezó con los estudios arqueológicos concluidos previsto a inicios del año 2015 y será concluido en el 2016.
La licitación pública del proyecto se dará a comienzos del año 2015. A mitad del 2015, la ministra de cultura anunció que se encuentra listo el expediente técnico, sin embargo, no podría ejecutarse porque debido a que los recursos serán reasignados para enfrentar el fenómeno del Niño. En enero de 2016, se anunció el proceso de licitación. La ejecución del proyecto estará a cargo de la Oficina de las Naciones Unidas de Servicios para Proyectos. La construcción fue otorgada al Consorcio MUNA, conformado por OHL y Aldesa Construcciones.

## Colección
La colección del museo está conformada por parte de las piezas arqueológicas del extinto Museo de la Nación y del Museo Nacional de Arqueología, Antropología e Historia del Perú que excedieron de sus ya copados depósitos. El museo alberga aproximadamente 500 mil piezas de la historia prehispánica peruana.